# Chueca (metropolitana di Madrid)
Chueca è una stazione della linea 5 della metropolitana di Madrid.
Si trova sotto alla piazza omonima, nel quartiere della Chueca del distretto Centro.

## Storia
La stazione fu inaugurata il 2 marzo 1970 quando la linea 5 venne ampliata dalla stazione di Callao a quella di Ventas.

## Accessi
Vestibolo Chueca
- Plaza de Chueca: Plaza de Chueca 4

## Autobus

### Urbani
| Linea della EMT | Direzione | Fermata:               |
| --------------- | --------- | ---------------------- |
| 3               | San Amaro | 278: Hortaleza-Gravina |